# 언피니시드 비즈니스 (2015년 영화)
《언피니시드 비즈니스》(Unfinished Business)는 미국에서 제작된 켄 스콧 감독의 2015년 코미디 영화이다. 빈스 본 등이 주연으로 출연하였고 아논 밀천 등이 제작에 참여하였다. 2015년 3월 6일 개봉하였다. 이 영화는 부정적인 평가를 받았으며 박스오피스 봄이 되었다.

## 출연

### 주연
- 빈스 본
- 톰 윌킨슨
- 데이브 프랭코
- 시에나 밀러
- 제임스 마즈든

### 조연
- 닉 프로스트
- 준 다이앤 라파엘
- 엘라 앤더슨
- 킴벌리 하우
- 클레먼트 본 프랑켄스타인
- 멜리사 맥미킨
- 수잔 가리보토
- 제프리 코라지니
- 스테파니 앳킨슨
- 밴 브록맨

## 기타
- 세트: 베른하드 헨리흐
- 의상: 데이빗 C. 로빈슨